# Jean Muir
Jean Muir (13 de febrero de 1911-23 de julio de 1996) fue una actriz teatral y cinematográfica estadounidense.

## Biografía
Nacida en Suffern, Nueva York, su nombre completo era Jean Muir Fullarton. Su primera actuación como actriz teatral en el circuito de Broadway tuvo lugar en 1930, firmando contrato con los estudios cinematográficos Warner Bros. tres años después. 
En el cine actuó con actores de fama como Warren William, Paul Muni, Richard Barthelmess, Franchot Tone, etc, pero en 1937 volvió a Broadway por no satisfacerle sus papeles, aunque siguió actuando de manera ocasional para el cine hasta 1943.
En 1950 fue acusada de ser simpatizante comunista en el libro Red Channels, con lo cual inmediatamente perdió su puesto en el elenco de la comedia de situación televisiva The Aldrich Family. Mediada la década de 1950 se afirmó que la actriz sufría alcoholismo y cirrosis hepática. 
A principios de los años sesenta volvió a Broadway y a la TV, y en 1968 se mudó a Columbia (Misuri), donde dio clases de arte dramático en el Stephens College.
Jean Muir falleció en Mesa (Arizona) el 23 de julio de 1996.
A Muir se le concedió una estrella en el Paseo de la Fama de Hollywood, en el 6280 de Hollywood Boulevard, por su dedicación al cine.

## Filmografía
| Año  | Título                                     | Personaje                      | Observaciones |
| ---- | ------------------------------------------ | ------------------------------ | ------------- |
| 1933 | The World Changes                          | Selma Peterson II              |               |
| 1933 | Son of a Sailor                            | Helen Farnsworth               |               |
| 1934 | Gentlemen Are Born (Los caballeros nacen)  | Trudy Talbot                   |               |
| 1934 | Dr. Monica                                 | Mary Hathaway                  |               |
| 1934 | Desirable                                  | Lois Johnson                   |               |
| 1934 | Bedside                                    | Caroline Grant                 |               |
| 1934 | As the Earth Turns                         | Jen Shaw                       |               |
| 1934 | A Modern Hero                              | Joanna Ryan Croy               |               |
| 1935 | The White Cockatoo                         | Sue Talley                     |               |
| 1935 | Stars Over Broadway                        | Nora Wyman                     |               |
| 1935 | Orchids to You                             | Camellia Rand                  |               |
| 1935 | Oil for the Lamps of China (Luz a Oriente) | Alice Wellman                  |               |
| 1935 | El sueño de una noche de verano            | Helena, enamorada de Demetrius |               |
| 1936 | White Fang                                 | Sylvia Burgess                 |               |
| 1936 | Fugitive in the Sky                        | Rita Moore                     |               |
| 1936 | Faithful                                   | Marilyn Koster                 |               |
| 1937 | White Bondage                              | Betsy Ann Craig                |               |
| 1937 | The Outcasts of Poker Flat                 | Miss Helen Colby               |               |
| 1937 | Once a Doctor                              | Paula Nordland                 |               |
| 1937 | Her Husband's Secretary                    | Carol Blane Kingdon            |               |
| 1937 | Draegerman Courage                         | Ellen `Eleanor` Haslett        |               |
| 1937 | Dance Charlie Dance                        | Mary Mathews, la secretaria    |               |
| 1938 | Jane Steps Out                             | Beatrice Wilton                |               |
| 1940 | The Lone Wolf Meets a Lady                 | Joan Bradley                   |               |
| 1940 | And One Was Beautiful                      | Helen Lattimer                 |               |
| 1943 | The Constant Nymph (La ninfa constante)    | Kate Sanger                    |               |